# Mistrzostwa Niemiec w rugby 7 mężczyzn
Mistrzostwa Niemiec w rugby 7 mężczyzn – rozgrywki rugby 7 prowadzone corocznie, mające na celu wyłonienie najlepszej męskiej drużyny w tej dyscyplinie sportu w Niemczech. Rozgrywki organizowane są od roku 1996.

## Zwycięzcy
Źródło
| Rok  | Zwycięzca           | Finalista           | Wynik          |
| ---- | ------------------- | ------------------- | -------------- |
| 1996 | SC Neuenheim        | RG Heidelberg       | 23:12          |
| 1997 | RG Heidelberg       | SC Neuenheim        | 7:5            |
| 1998 | RG Heidelberg       | SC Neuenheim        | 33:5           |
| 1999 | RG Heidelberg       | DRC Hannover        | 33:20          |
| 2000 | TSV Victoria Linden | RG Heidelberg       | 40:12          |
| 2001 | nie odbyły się      | nie odbyły się      | nie odbyły się |
| 2002 | nie odbyły się      | nie odbyły się      | nie odbyły się |
| 2003 | RG Heidelberg       | Karlsruher SV Rugby | 31:7           |
| 2004 | TSV Handschuhsheim  | RG Heidelberg       | 20:5           |
| 2005 | RG Heidelberg       | RK Heusenstamm      | 36:17          |
| 2006 | RK Heusenstamm      | Berliner RC         | 19:14          |
| 2007 | SC Frankfurt 1880   | RG Heidelberg       | 40:26          |
| 2008 | RG Heidelberg       | SC Frankfurt 1880   | 26:24          |
| 2009 | RG Heidelberg       | RK Heusenstamm      | 31:19          |
| 2010 | SC Frankfurt 1880   | SC Neuenheim        | 29:12          |
| 2011 | Heidelberger RK     | RG Heidelberg       | 25:14          |
| 2012 | TV Pforzheim        | Heidelberger RK     | 31:24          |
| 2013 | Heidelberger RK     | TV Pforzheim        | 20:19          |